# Jueus de Cochin
Els jueus de Cochin, també anomenat jueus malabars (malabar yehuda) són els antics jueus i els seus descendents de l'antic Regne de Cochin, al sud de l'Índia, principalment de l'actual ciutat portuària de Kochi. Parlen la llengua malabar o malàialam, oficial a l'estat de Kerala. Diverses rondes d'immigració de la diàspora jueva a Kerala ha donat lloc a una diversitat entre els jueus Cochin (principalment amb els Jueus Paradesi).

## Història
Algunes fonts diuen que els jueus Cochin van ser els primers que s'assentaren a la costa Malabar en temps del rei Salomó d'Israel, i després que el Regne d'Israel es va dividir en dos. Històricament, part de la disminució de la població jueva de Kerala també es pot atribuir a la conversió. Tanmateix, la foto que acompanya aquest text no correspon a jueus de Cochin, sinó a jueus bagdadis.

## Els jueus Cochin d'avui
Avui en dia la majoria dels jueus de Cochin han emigrat. A partir de 1947, la majoria dels anomenats jueus blancs van emigrar a Austràlia i altres països de la Commonwealth, tal com van fer els anglo-indis. Els anomenats jueus negres, en canvi, no van tenir més opció que emigrar a Israel, a on van ser desinfectats a la seva arribada, abans de ser enviats a assentaments en zones desèrtiques. Tenen sinagogues pròpies. A Kerala hi ha encara tres sinagogues, una d'elles està encara en funcionament.
Els jueus de Cochin no prohibeixen cantar a les dones, tal como fan els jueus ortodoxos i, per tant, tenen una rica tradició d'oracions jueves i cançons narratives realitzades per les dones en judeomalaialam. Temorosos d'aquesta tradició en vies d'extinció, el Centre de Recerca de Música Jueva a la Universitat Hebrea de Jerusalem ha recopilat un CD d'aquestes cançons.
Durant tres segles, la llengua dominant entre els anomenats jueus blancs de Cochin va ser el ladino o judeocastellà, ja que eren de procedència sefardita, en molts casos arribats indirectament a través d'Alep, Safed, Damasc i altres indrets de la diàspora jueva.